# 伊原駅
伊原駅（いばるえき）は、かつて福岡県田川郡添田町添田に設置されていた日本国有鉄道（国鉄）添田線の駅（廃駅）である。添田線の廃止に伴い、1985年（昭和60年）4月1日に廃駅となった。

## 歴史

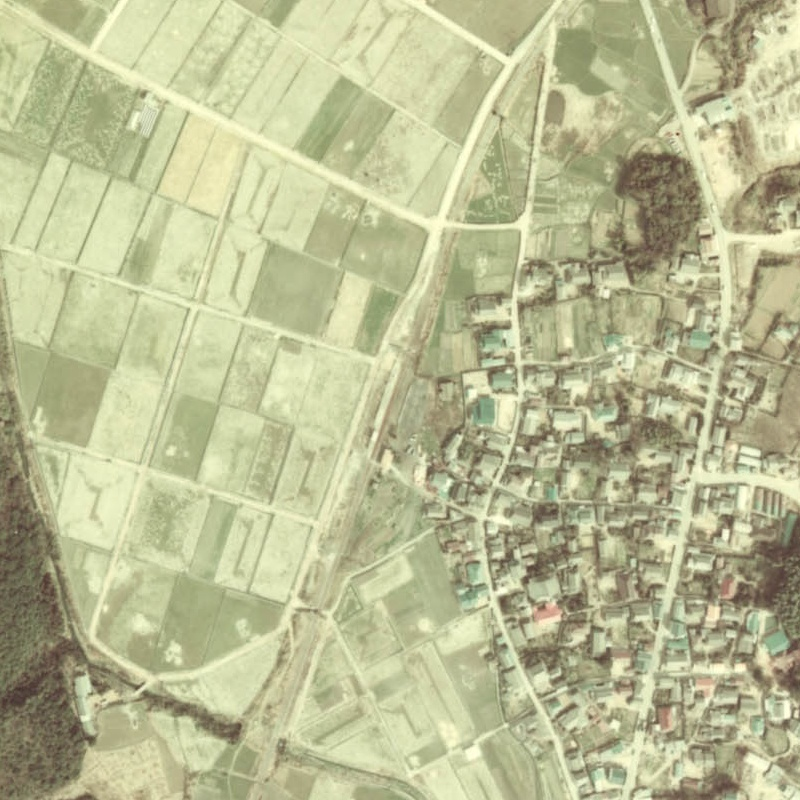
駅周辺を写した航空写真。画像中央が伊原駅、上方向が香春駅方面、下方向が添田駅方面。

- 1915年（大正4年）4月1日：小倉鉄道が開設[1]。一般駅[1]。
- 1943年（昭和18年）5月1日：戦時買収により小倉鉄道が国有化[1]。
- 1967年（昭和42年）10月1日：井宝鉱業本添田鉱業所専用線を廃止し、同時に貨物の取り扱いを廃止[1]。
- 1974年（昭和49年）3月5日：荷物の取り扱いを廃止[1]。駅員無配置駅となる[2]。
- 1985年（昭和60年）4月1日：添田線の全線廃止に伴い、廃駅となる[1]。

## 駅構造
廃止時点で、単式ホーム1面1線を持つ無人駅であった。1973年（昭和48年）まで駅長が配置されており、業務委託駅を経ずに無人化した。

## 輸送量・収入
| 年度 | 小倉鉄道   | 小倉鉄道     | 小倉鉄道   | 小倉鉄道   |
| 年度 | 旅客（人） | 貨物（トン） | 旅客（円） | 貨物（円） |
| ---- | ---------- | ------------ | ---------- | ---------- |
| 1924 | 30,313     | 26,347       | 4,431      | 25,630     |
| 1928 | 13,532     | 73,140       | 2,648      | 80,366     |
| 1931 | 9,259      | 75,359       | 1,819      | 78,662     |
| 1935 | 13,975     | 127,540      | 2,375      | 120,498    |

- 福岡県統計書各年度版より

## 隣の駅
日本国有鉄道
添田線
大任駅 - 伊原駅 - 添田駅
当駅と添田駅の間に、1936年（昭和11年）12月から1942年（昭和17年）6月の間、豆塚停留場が存在した。香春駅からの営業キロは11.8km。